# Johan Larsson (fotbollsspelare)
Johan Larsson, född 5 maj 1990 i Kinna, är en svensk fotbollsspelare som spelar för IF Elfsborg.

## Klubbkarriär
Larsson började karriären i Kinna IF, men bytte till Elfsborg 2005. Han debuterade i Allsvenskan 2010 efter att samma år flyttats upp från Elfsborgs U21-lag. Under säsongen 2013 spelade Larsson samtliga matcher för Elfsborg. Larsson förlängde den 27 februari 2014 sitt kontrakt med Elfsborg över säsongen 2016. I februari 2015 såldes Larsson till danska Brøndby IF, där han från sommaren 2017 var lagkapten. Även under säsongen 2016-17 bar Larsson kaptensbindeln i de flesta matcherna då lagets dåvarande ordinarie kapten Thomas Kahlenberg var borta från spel på grund av en skada.
I december 2018 värvades Larsson av franska Guingamp, där han skrev på ett 2,5-årskontrakt. I augusti 2019 återvände Larsson till danska Brøndby IF, där han skrev på ett halvårskontrakt.
I februari 2020 återvände Larsson till IF Elfsborg, där han skrev på ett treårskontrakt. I april 2024 förlängde Larsson sitt kontrakt fram över säsongen 2025.

## Landslagskarriär
Larsson debuterade i det svenska U21-landslaget den 11 augusti 2010 i vänskapsmatch borta mot Skottland. Den 17 januari 2014 debuterade han i det svenska A-landslaget mot Moldavien.